# Скерішоара (Бузеу)
Скерішоара (рум. Scărișoara) — село у повіті Бузеу в Румунії. Входить до складу комуни Числеу.
Село розташоване на відстані 90 км на північ від Бухареста, 34 км на захід від Бузеу, 130 км на захід від Галаца, 77 км на південний схід від Брашова.

## Населення
За даними перепису населення 2002 року у селі проживали 877 осіб, усі — румуни. Усі жителі села рідною мовою назвали румунську.